# Colorado (Pococí)
Colorado es un distrito del cantón de Pococí, en la provincia de Limón, de Costa Rica.

## Ubicación
Su población principal es Barra del Colorado, se encuentra a orillas del río Colorado, un importante afluente del río fronterizo San Juan.

## Historia
Colorado fue creado el 2 de julio de 1971 por medio de Decreto Ejecutivo 1825-G. Segregado de Guápiles.

## Geografía
Colorado cuenta con un área de 948,51 km² y una altitud media de 5 m s. n. m.
El territorio del distrito es una continuación de las llanuras aluviales del norte del país, con pequeñas elevaciones aisladas como los cerros Coronel, Cocorí y Tortuguero (de 119 m s. n. m.).
Colorado consiste básicamente de áreas silvestres protegidas, en particular se encuentra allí, el Refugio nacional de fauna silvestre Barra del Colorado y el Parque nacional Tortuguero.

### Hidrografía
Una intensa y permanente actividad pluvial precipita de 5.500 a 6.000 mm de agua por año, inundando la llanura, ya de por sí saturada por las aguas de los ríos San Juan, Colorado y Chirripó en su límite norte. 
Al sur, los ríos principales son el Suerre, Jiménez y Parismina, los cuales alimentan el canal artificial de Tortuguero. 
El agua cubre buena parte del distrito, en forma de ríos, caños, canales, lagunas o pantanos.

### Islas
Dentro de los límites del distrito se encuentra la isla Calero (con 151,6 km² es la mayor del país). 
Otra isla fluvial importante y cercana es la Isla Brava (de 44,4 km²). 
Le corresponde alrededor del 48% de la superficie cantonal.

## Clima
El clima regularmente es muy húmedo y caliente, sin una estación seca definida, gracias al aporte de los vientos alisios.
La lluvia es abundante durante todo el año, pero hay un descenso sensible en la actividad pluvial en el transcurso del mes de marzo.
La temperatura media anual oscila de 26 °C a 28 °C.

## Demografía
Para el año 2022, Colorado cuenta con una población estimada de 5141 habitantes, y para el último censo efectuado, en 2011, Colorado contaba con una población de 3985 habitantes.

## Localidades
- Cabecera: Barra del Colorado
- Barrios: Barra del Colorado Este.
- Poblados: Aragón, Buenavista, Malanga, Puerto Lindo, San Gerardo, Tortuguero, Verdades.

## Transporte
La comunicación con la zona es esencialmente fluvial o aérea (Aeropuerto de Barra del Colorado), debido al escaso desarrollo de las vías terrestres.

### Canales
Un canal fluvial de 78 km de longitud comunica el límite sur de Barra del Colorado con el Puerto de Moín, a lo largo del litoral del Mar Caribe. 

### Carreteras
Al distrito lo atraviesan las siguientes rutas nacionales de carretera:
- Ruta nacional 247
- Ruta nacional 507